# Foreign Invested Commercial Enterprise
La Foreign Invested Commercial Enterpries (FICE) è una figura dell'economia e del diritto cinese, più precisamente una società in cui è ammessa la partecipazione di uno o più capitali stranieri. La figura ha un'importanza notevole considerando il sistema politica della Repubblica Popolare Cinese ed è stata introdotta nel dicembre 2004.